# Estádio 5 de Julho de 1962
O Estádio 5 de Julho de 1962 (em francês: Stade 5 Juillet 1962, em árabe: ملعب 5 جويلية 1962‎) é um estádio multiuso localizado em Argel, capital da Argélia. Inaugurado em 17 de junho de 1972, seu nome faz alusão à data em que a Argélia declarou formalmente sua independência política da França.
É o maior estádio do país em termos de capacidade de público, conseguindo receber até 64 000 espectadores, sendo considerado o estádio nacional da Argélia. É oficialmente a casa onde a Seleção Argelina de Futebol manda suas partidas amistosas e oficiais. Além disso, o MC Alger, tradicional clube da capital, manda seus jogos oficiais por competições nacionais e continentais.